# Вето
Ве́то (от лат. veto — «запрещаю») — право, означающее полномочие лица или группы лиц в одностороннем порядке заблокировать принятие того или иного решения.
Вето может быть абсолютным (например, как в Совете Безопасности ООН, где постоянные члены могут заблокировать любое решение, принятое Советом) или суспензивным (отлагательным) (например, в законодательной системе США, где Палата представителей и Сенат двумя третями голосов могут преодолеть вето президента, или в Польше, где для преодоления вето требуется три пятых голосов).
Среди относительного вето различают «сильное» и «слабое» вето. При слабом вето парламент обязан лишь повторно рассмотреть законопроект. Для его преодоления достаточно такого же большинства, как и для принятия обычного закона. Так, президенты Франции и Италии имеют слабое суспензивное вето.
Сильное вето может быть преодолено лишь квалифицированным большинством, иногда с соблюдением усложнённой процедуры. Так, Президент США обладает сильным вето. Вето позволяет блокировать принятие решения и останавливать изменения, но никаким образом не может быть использовано для проведения каких-либо реформ. Вето является механизмом поддержания статус-кво, а не формирования политики.
В ряде государств (Германия, Япония, Древний Рим) право отклонять законы, принятые парламентом, у главы государства отсутствует, хотя закон должен быть утверждён главой государства.
Право вето как общественный институт появилось в Древнем Риме. В Римской республике каждый из двух консулов мог заблокировать приведение в исполнение военного или гражданского решения другого консула. Также каждый народный трибун имел право единолично отклонить закон, принятый Сенатом.
Право вето имеет и народ, которое принято обозначать народным вето. В контексте современных конституционно-правовых трансформаций народное вето следует рассматривать как конституционно-правовую форму влияния граждан на принятие нормативно-правовых актов, где ключевую роль играет не столько само проведение отклоняющего референдума по определённому нормативно-правовому акту, хотя это также имеет важное значение, сколько осознание представительным органом публичной власти реальности отмены его решения в рамках этой конституционной процедуры.

## Вето Президента Российской Федерации
Использование Президентом РФ права вето на федеральные законы — необходимый элемент конституционного решения противоречий между ним и Федеральным собранием Российской Федерации. 
Законопроекты, принятые и одобренные Государственной Думой РФ рассматриваются Советом Федерации и после подписываются Президентом. Если Президент воспользуется правом вето, то закон возвращается в Государственную Думу на повторное рассмотрение и внесение поправок. 
Если же Федеральное собрание решит преодолеть вето Президента РФ, то тогда необходимо, чтобы за закон в ранее принятой редакции проголосовало более 2/3 депутатов Государственной Думы и членов Совета Федерации. После этого Президент РФ обязан подписать закон в недельный срок. Конституция Российской Федерации, ст. 107.
Часто пользовался своим правом вето президент Б. Н. Ельцин, с 1996 по 2000 год было отклонено 273 закона. С 2000 года по 2003 вето налагалось 36 раз. При этом, в 38 % случаев ветирования в 1996—2004 году Государственная дума успешно преодолевала вето.
В 2010-е годы Президент Владимир Путин использовал право вето редко. С 2012 года по июнь 2021 года Путин использовал право вето всего 3 раза.
Подробнее — в основной статье.  

## Вето Совета Федерации России
Помимо Президента России право ветировать федеральные законы есть у Совета Федерации России. Право вето верхней палаты парламента — необходимый элемент решения противоречий между палатами Федерального собрания России (Советом Федерации и Государственной думы). 
Всего в течение работы Совета Федерации и Государственной думы первого созыва Согласительные комиссии обеих палат образовывались по одному федеральному конституционному закону и 37 федеральным законам. В 36 из них работа закончилась подготовкой единого текста.
За время своей работы Совет Федерации РФ отклонил 281 закон, принятый Государственной думой II—VII созывов. Чаще всего отклонялись законы, принятые Государственной думой II созыва (1995—1999) — 141 закон.
Подробнее — в основной статье. 